# Pohádka máje

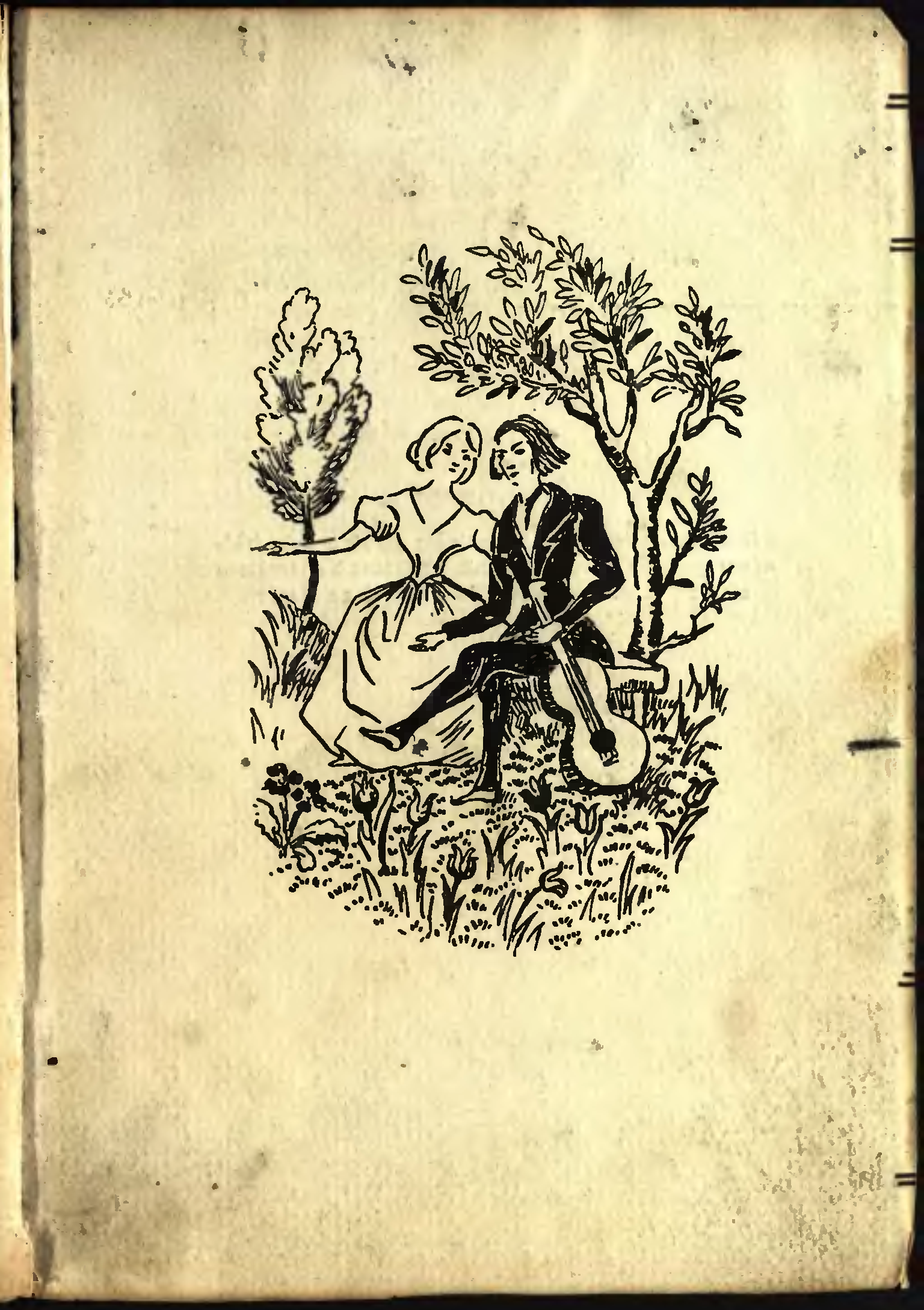
Pohádka máje, vydání 1897, závěrečná strana

Pohádka máje je román českého spisovatele Viléma Mrštíka. Dílo je typickou impresionistickou romancí s farou, mladým právníkem a poetickým líčením přírody. Dílo bylo zajímavé také tím, že autor původně chtěl své dílo odpoetizovat: vylíčil hlavní hrdiny po letech tak, že z Ríši se stane milý venkovský právník a Helenka je vykreslena jako korpulentní dáma. Takový závěr však vyvolal u čtenářů protesty a musel být přepsán.[zdroj?]
Dílo časopisecky vyšlo ve Světozoru v roce 1892, knižní verze se pak román dočkal v roce 1897. Toto první knižní vydání Pohádky máje je považováno za první moderní českou knihu z hlediska úpravy. Výtvarnou stránku řešila komplexně Zdenka Braunerová, která uvedla do souladu ilustrace, druh písma i rozvržení stránek. Braunerová se inspirovala starými tisky jako byly kancionály nebo žaltáře.[nedostupný zdroj]

## Děj
Děj knihy je zasazen do 70. let 19. století a začíná návštěvou jedenadvacetiletého studenta práv Richarda Gregora v Ostrovačicích u Brna, v obci, ve které vyrůstal a kde jeho strýc vykonává funkci faráře. V Ostrovačicích se právě koná bál, na němž se Richard, všemi přezdívaný Ríša, seznámí s šestnáctiletou Helenkou, dcerou revírníka.
Zatímco je Helenka plaché děvče a dosud ještě v mnohém dítě, Ríša vede nevázaný život v Praze. Studium práv zanedbává, je vášnivý kuřák, vyhledává ženskou společnost a celé dny se toulá po pražských lokálech anebo vyráží do přírody za město. Přebývá v domácnosti mladé bezdětné vdovy, jež se k němu chová téměř mateřsky. Bezstarostný pobyt v Praze mu náhle ukončují rodiče poté, co obdrží několik upomínek, v nichž Ríšovi věřitelé požadují po jeho otci náhradu dluhů. Ríša je povolán ke svému strýci na ostrovačickou faru, kde má přijít na jiné myšlenky a vrátit se ke studiu. Nedobrovolný útěk na čerstvý vzduch venkova však Ríšu tím spíše vábí k procházkám po okolí, ke studiu se nemá a čas zahání pokuřováním a myšlenkami na Helenku.
Helenka žije se svým starým otcem, chůvou a čeledí v hájovně stranou od ostatních. Cele se věnuje domácím zvířatům a péči o svoji zahrádku, na kterou nedá dopustit. Už tak samotářský život se u Helenky ještě prohloubí po ostrovačickém plese a jejím seznámení s Ríšou. Nedělní mše se stávají jedinou příležitostí, jak jí zastat mezi lidmi. Této příležitosti se Ríša snaží využít, leč marně. Helenka se mu všemožně vyhýbá a nechává jeho prosby bez odpovědi. V Ríšovi tak roste nešťastná láska, kterou přechodně léčí na svou osobu netypicky i studiem. Helenka mezitím vede neustálý vnitřní boj s dosud nepoznanými city, které se v ní k Ríšovi probouzejí.
Nakonec se Ríša Helence vyzná a Helenka propadá své první lásce. Svůj vztah se oba snaží před okolím neúspěšně utajit. Měsíc máj mladá dvojice tráví procházkami přírodou a nevinnými něžnostmi. Ríšovi však vztah pomalu zevšední. Začne v Helenčině přítomnosti kouřit a vytahovat se svými světáckými historkami z Prahy, které si značně přibarvuje. Poslední kapkou se stává jeho dvojsmyslné vypravování o mladé pohledné vdově, své někdejší bytné. Helenka již další Ríšovu bodavou poznámku neunese, utíká domů a přestane se s ním scházet. Od té doby trpí Helenka neklidem a začne tělesně strádat. To přiměje jejího otce, aby o celé záležitosti zpravil Ríšova strýce. Ten obratem rozkáže Ríšovi, aby se neprodleně odstěhoval zpět do Prahy. Ríša stráví poslední dny svého pobytu na venkově jednak v hospodě, jednak poslední procházkou po známých místech v naději, že ještě naposled spatří Helenku. K jeho překvapení na jednom takovém místě skutečně Helenku nachází. Úpěnlivě jí domlouvá a když se tato nemá k odpovědi, odchází. V poslední chvíli však za ním Helenka zavolá, aby se vrátil, a pár se usmiřuje.
Příběh končí dovětkem autora, že Ríša sice onen den do Prahy odjel, nakonec si však Helenku vzal a i přes mnoho trpkých chvil spolu tito dva vydrželi až do smrti.

## Ukázky
Dílo obsahuje množství barvitých popisů přírody:
...vítr vlahý a měkký pofukoval polem, roznášeje s sebou vůni vod a zápach mokré země dechem svého vlání pronikal i tam, kde věčný vládne chlad a stín sluncem opuštěných míst. Co tu bylo hluku a záře, šumění a blesku na horách i v dolinách: – uprostřed bláta kousky ležely zlata, mezi klomínky kůra svítila stříbrem a stromy plakaly, kapky světlé a tiché jako slzy s větve na větev se spouštěly na zem. [...] na zem se cedilo a po zemi padalo slunce!… Staré lupení sípělo a praskalo pod prudkým jeho úpalem, půda vysýchala, tráva před očima rostla, vyšlehujíc z půdy zelenými jazýčky. Kosi hvízdali v řídkých ještě snítkách, pěnice švihotaly pod světlým lupením, motýli se třepetali mezi sestárlými kmeny habrů.

Helenka je vylíčena jako čistá nevinná duše, teprve dospívající dítě:
Až do nedávná nikdo o ní nevěděl, nikdo o ní nesoudil, – v lesích zrozena, k lesům připoutána láskou i osudem, žila sama sobě život tiché samoty a nepozorována ve stínu stromů vykvetla jako fialka. A tu pojednou dryadka hor přestrojená objevila se mezi lidmi a rozhlížela se modrýma svýma očima kolem sebe, bílýma rukama tiskla rusé svoje vlasy na spáncích a nožky opatrně kryla pod obrubu šatů, aby nikdo neviděl, jak jsou malounké… Lehounká jak peří sechvěla se na přistavenou lavičku a kdo na ni pohlédnul, cítil, že samo nebe seslalo v ní na zem jednu z nejčistších svých bytostí.

V přímém kontrastu s Helenčinou povahou pak stojí popis Ríšova charakteru:
Mnoho pil, mnoho jedl, pozdě ráno vstával, pozdě chodil spat, po šest dní si hověl, sedmý den odpočíval. [...] vychrchlal ze sebe spoustu černých slin plných čmoudu a výparů z předešlé noci, nahlédnul do některého obchodu, kolik je hodin, a nebylo-li příliš pozdě, šel dále nahoru, zakouřit si v šírých polích. [...] Ve společnosti lhal, až stydno jej bylo poslouchat, zákonů nectil a žádný řád na světě mu nebyl dost svatý, aby si z něho neztropil šašky.

Vztah mezi Helenkou a Ríšou se vyvíjí od prvních setkání, přes zamilovanou fázi, až po rozchod a konečné usmíření:
Helenka obcházela záhony, prohlížela sazenici po sazenici a Ríša pro všechny věděl jména. Macešky, tulipány, narcisky, krokus, petrklíče, čečenky, kamilky, ty měla také, ale řebčík neměla; byly tu také jakési hyacinty, narcisky jinaké než měla sama.

V tu chvíli bál se jí skoro dotknout a zacházel s ní jako s poupětem. A byla jako anděl, který se náhle probudil, rozevřela ruce, položila je na oči, a ze stísněných prsou vyrval se jí pojednou dlouhý, blažený vzdech milých: „Bože, jak je ta láska přece jenom krásná!“

„Nu, paní, co u ní v Praze bydlím,“ pravil podrážděn poněkud velitelským jejím tónem. „Vdova,“ dodal a dvojsmyslně se usmál. „Vdova?“ tázavě opáčila po něm Helenka, a jakoby se nedovedla hned vzpamatovat, co znamená pro ni slovo „vdova“, záhadnýma očima obepsala kolem sebe vzdušný kruh.

Jen slovo ještě kdyby byl promluvil a Helenka – Ale nedostávalo se jí sil. Když však viděla, že Ríša skutečně odchází, rty její se zachvěly v radostném zmatku a pohádka máje znovu rozhodila před nimi zlaté svoje brány dokořán. „Ríšo!“ vykřikla za ním a zastřela si lokty celý obličej.

## Filmové verze

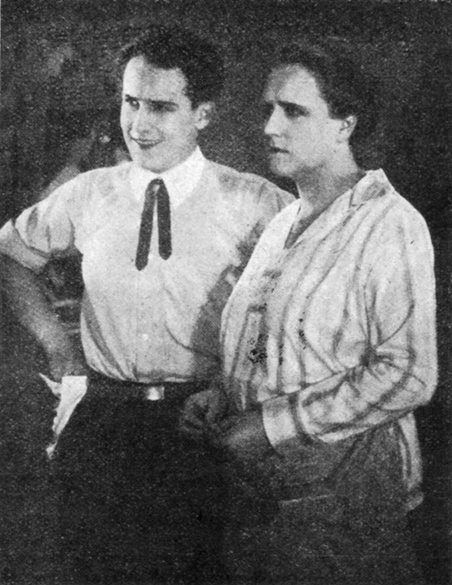
Záběr z filmu Pohádka máje – Jiří Voskovec (pod pseudonymem Petr Dolan) jako Ríša a Božena Svobodová jako bytná.

Dílo bylo zfilmováno poprvé v roce 1926. Režie stejnojmenného filmu se ujal Karel Anton, Ríšu sehrál Jiří Voskovec pod pseudonymem Petr Dolan a dále zde účinkovaly mimo jiné Anita Janová, Berta Reifová či Jarmila Horáková. Záběry z tohoto filmu použil v roce 1960 Bohumil Veselý v díle Jak se u nás kdysi filmovalo.
Podruhé byl román filmově zpracován v roce 1940. Režíroval jej Otakar Vávra a mezi herci se objevili Nataša Gollová, Jaroslav Vojta, Leopolda Dostalová, Svatopluk Beneš, Theodor Pištěk a Miloš Nedbal.